# Sapecho
Sapecho ist eine Ortschaft im Departamento La Paz im südamerikanischen Anden-Staat Bolivien.

## Lage im Nahraum
Sapecho liegt in der Provinz Sud Yungas und ist der zentrale Ort im Kanton Sapecho und zweitgrößte Ortschaft im Municipio Palos Blancos. Die Ortschaft liegt auf einer Höhe von 414 m am rechten Ufer des Alto Beni kurz unterhalb der Mündung des Río Boopi.

## Geographie
Sapecho liegt in den bolivianischen Yungas östlich der Anden-Gebirgskette der Cordillera Real. Die Region weist ein ausgeprägtes Tageszeitenklima auf, bei dem die mittleren Temperaturschwankungen im Tagesverlauf deutlicher ausfallen als im Jahresverlauf.
Die mittlere Durchschnittstemperatur in der Region liegt bei 28 °C, der Jahresniederschlag beträgt fast 1600 mm (siehe Klimadiagramm Palos Blancos). Die Monatsdurchschnittstemperaturen schwanken nur unwesentlich zwischen 25 °C im Juni/Juli und 29 °C von Oktober bis März. Die Monatsniederschläge liegen unter 50 mm in den Monaten Juni und Juli und bei mehr als 200 mm von Dezember bis Februar.

## Verkehrsnetz
Sapecho liegt in einer Entfernung von 229 Straßenkilometern nordöstlich von La Paz, der Hauptstadt des gleichnamigen Departamentos.
Von La Paz führt die Nationalstraße Ruta 3 über Coroico und Caranavi in nordöstlicher Richtung bis zur Brücke über den Río Beni, von dort fünf Kilometer weiter flussaufwärts bis Sapecho. Die Ruta 3 erreicht im weiteren Verlauf nach 372 Kilometern bei Trinidad den Río Mamoré.
Sapecho besitzt eine Bushaltestelle mit einer Verbindung nach La Paz. Es gibt viele Sammeltaxis (Litoral oder Trufi genannt), die Fahrt dauert etwa sechs Stunden.

## Bevölkerung
Die Einwohnerzahl der Ortschaft ist in den vergangenen beiden Jahrzehnten auf mehr als das Doppelte angestiegen:
| Jahr | Einwohner | Quelle       |
| ---- | --------- | ------------ |
| 1992 | 382       | Volkszählung |
| 2001 | 775       | Volkszählung |
| 2012 | 843       | Volkszählung |
| 2024 |           | Volkszählung |

Da ein erheblicher Teil der Bevölkerung der Region in den 1960er und 1970er Jahren aus dem Altiplano zugewandert ist, weist die Region einen deutlichen Anteil an Aymara-Bevölkerung auf, im Municipio Palos Blancos sprechen 33,8 Prozent der Bevölkerung Aymara.

## Wirtschaft
In Sapecho gibt es zwei Unternehmen, die Firmen Ecotop und El Ceibo. Ecotop ist eine land- und forstwirtschaftliche Beratungsfirma mit dem Schwerpunkt auf nachhaltigen Anbausystemen. El Ceibo ist eine von Fair Trade zertifizierte Kakao-Produktionsgenossenschaft, die in Sapecho einen Verarbeitungsbetrieb unterhält.